# Vila Bohuslava Horského
Vila Bohuslava Horského je rodinný dům zbudovaný roku 1937 na Pražském Předměstí (Gebauerova 4, čp. 1025) v Hradci Králové. Dům byl určen pro inženýra Bohuslava Horského a jeho ženu Věru.

## Historie
Stavba začala v březnu a skončila v září 1937. Vila prošla v 60. letech 20. století rekonstrukcí, jejímž cílem bylo především dotvořit a upravit nejvyšší nadzemní podlaží na samostatný byt. V současné době (říjen 2020) je dům v soukromém vlastnictví.

## Architektura
Architektonický návrh architekta Josefa Haška se vyznačuje mnohými typickými funkcionalistickými prvky: plochá střecha, jednoduché členěné fasády, výrazné prosklení, pásová okna. Nejnápadnějším prvkem exteriéru je prosklený arkýř přes dvě patra – ten umožňuje větší přístup denního světla do interiéru.
Stavba je čtyřpodlažní, zcela podsklepená. V suterénu se nacházel malý byt, prádelna a dva sklepy. V přízemí byly obytné prostory pro rodinu, stejně jako v prvním patře. V nejvyšším patře pak byla umístěna sušárna prádla a částečně krytá střešní terasa. V severovýchodním cípu parcely byly situovány samostatné garáže.